# Головин (город)
Го́ловин (англ. Golovin, инуитск. Siŋik) — город на Аляске, США.

## Описание
Головин расположен в южной части полуострова Сьюард на мысе, отделяющем лагуну Головнина от залива Головнина, сам город в течение своей истории потерял одну н и носит название Головин; местное название — Чиник. Административно относится к зоне переписи населения Ном штата Аляска. В западной части города расположен одноимённый аэропорт. Назван в честь мореплавателя Василия Головнина.
В 1887 году в городе появилась первая школа и церковь, основанная шведскими миссионерами, в 1899 году появилось почтовое отделение, первое на полуострове. В 1898 году неподалёку от поселения было обнаружено золото, и Головин на 2—3 года стал центром переправки жёлтого металла в США, пока не иссякли разведанные жилы. Город является важным пунктом на маршруте гонок на собачьих упряжках Iditarod Trail Sled Dog Race.

## Демография
Население города по переписи 2010 года составляло 156 человек. Город очень молод: средний возраст его жителя — 25 лет, хотя в среднем по Аляске этот показатель составляет 36,1 год. Расовый состав:
- эскимосы — 92,9 %
- белые — 4,6 %
- смешанные расы — 1,9 % (3 человека)
- латиноамериканцы — 0,6 % (1 человек)

По оценкам 2018 года в Головине проживали 161 человек.
Согласно переписи 2020 года в Головине проживали 175 человек.